# 피카르의 정리
복소해석학에서 피카르의 대정리(영어: Picard’s great theorem)와 피카르의 소정리(영어: Picard’s little theorem)는 정칙 함수의 특이점 근처에서의 상에 대한 정리다.

## 정의
리만 곡면 {\displaystyle \Sigma } 및 점 {\displaystyle z_{0}\in \Sigma }가 주어졌다고 하고, 정칙 함수
{\displaystyle f\colon \Sigma \setminus \{z_{0}\}\to {\widehat {\mathbb {C} }}}
가 {\displaystyle z_{0}}에서 본질적 특이점을 갖는다고 하자. 피카르의 대정리에 따르면, 다음 성질을 만족시키는 두 점 {\displaystyle w_{1},w_{2}\in {\widehat {\mathbb {C} }}}이 존재한다.
- 임의의 근방 {\displaystyle U\ni z_{0}} 및 임의의 {\displaystyle w\in {\widehat {\mathbb {C} }}\setminus \{w_{1},w_{2}\}}에 대하여, {\displaystyle w=f(z_{1})=f(z_{2})=f(z_{3})=\cdots }인 {\displaystyle z_{1},z_{2},z_{3},\dots \in U}가 존재한다.

## 따름정리
피카르의 소정리에 따르면, 만약 {\displaystyle f\colon \mathbb {C} \to \mathbb {C} }가 정칙 함수라면, 다음 세 명제 가운데 하나가 성립한다.
- {\displaystyle f(\mathbb {C} )=\mathbb {C} }
- {\displaystyle \exists w_{0}\in \mathbb {C} \colon f(\mathbb {C} )=\mathbb {C} \setminus \{w_{0}\}}
- {\displaystyle \exists w_{0}\in \mathbb {C} \colon f(\mathbb {C} )=\{w_{0}\}}

이는 리우빌 정리를 강화한 것이다.
피카르의 소정리는 피카르의 대정리의 따름정리이다. 즉, {\displaystyle \Sigma ={\widehat {\mathbb {C} }}}이며 {\displaystyle z_{0}={\widehat {\infty }}}라고 하자. 그렇다면 {\displaystyle f\colon {\widehat {\mathbb {C} }}\setminus \{{\widehat {\infty }}\}\to \mathbb {C} }는 무한대에서의 성질에 따라 다음과 같은 세 가지 경우로 분류된다.
- 만약 {\displaystyle f}가 무한대에서 정칙 함수라면, 리우빌 정리에 따라 {\displaystyle f}는 상수 함수이다.
- 만약 {\displaystyle f}가 무한대에서 극점을 갖는다면, {\displaystyle f}는 다항식이다. 이 경우 대수학의 기본정리에 따라 {\displaystyle f(\mathbb {C} )=\mathbb {C} }이다.
- 만약 {\displaystyle f}가 무한대에서 본질적 특이점을 갖는다면, 피카르의 대정리에 따라 {\displaystyle f(\mathbb {C} )={\widehat {\mathbb {C} }}\setminus \{w_{1},w_{2}\}}의 꼴이며, {\displaystyle f(\mathbb {C} )\subset \mathbb {C} }이므로 {\displaystyle w_{2}={\widehat {\infty }}}로 놓을 수 있다.

## 예
함수 {\displaystyle z\mapsto \exp(1/z)}는 {\displaystyle z=0}에서 본질적 특이점을 갖는다. 이 경우, 피카르의 대정리에 의하여 존재하는 두 값들은
{\displaystyle \{w_{1},w_{2}\}=\{0,{\widehat {\infty }}\}}
이다.
위 예에 뫼비우스 변환을 가해, {\displaystyle \{w_{1},w_{2}\}}가 임의의 값을 갖는 예를 찾을 수 있다.

## 역사
에밀 피카르의 이름을 땄다.

## 참고 문헌
- Greene, Robert E.; Steven G. Krantz. 《Function theory of one complex variable》. Graduate Studies in Mathematics (영어) 40 3판. ISBN 978-0-8218-3962-1. MR 2215872. Zbl 1114.30001.